# Comédie de Paris

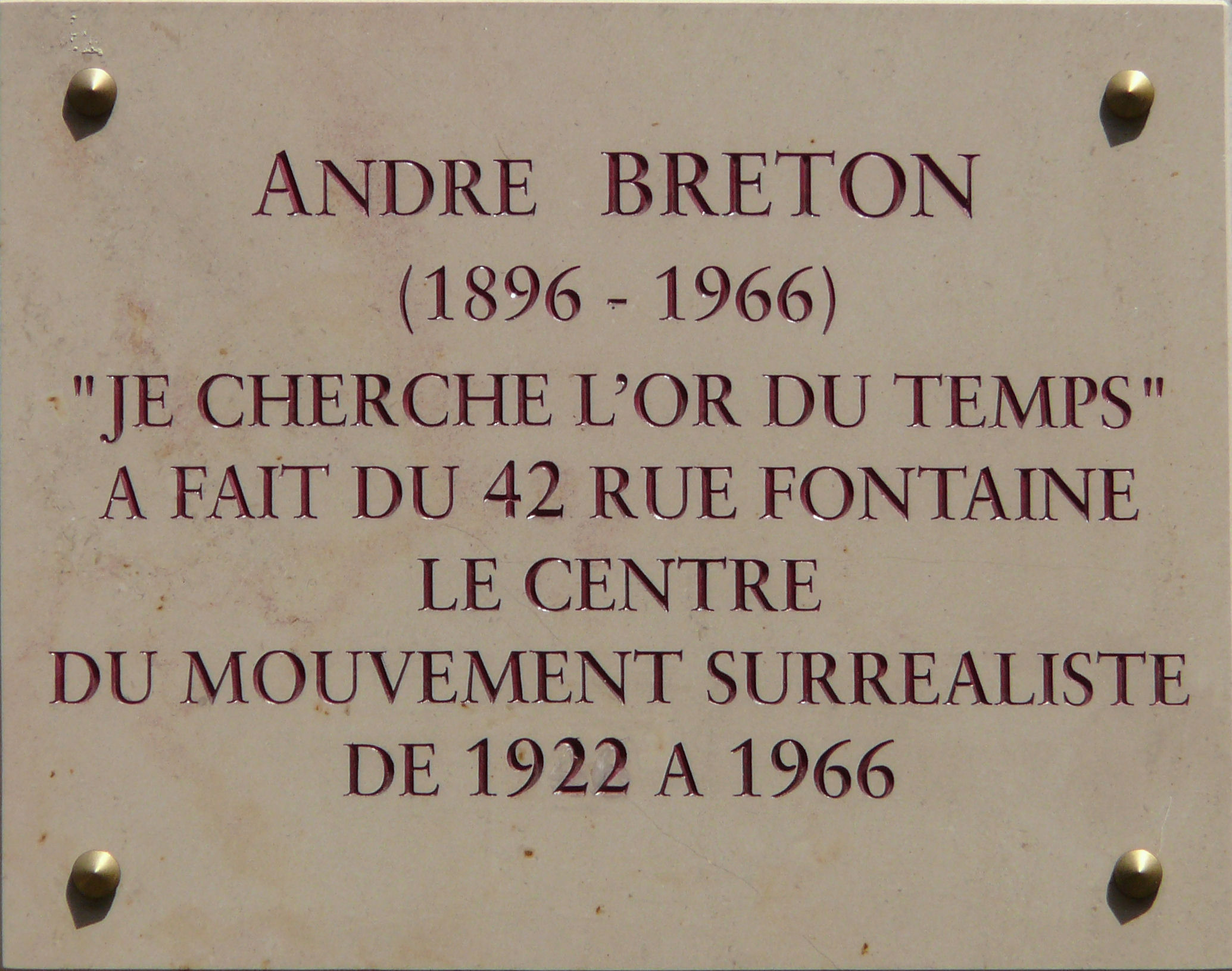
Plaque commémorative

La Comédie de Paris est une salle de spectacle parisienne située 42, rue Pierre-Fontaine (9e arrondissement), au pied de la Butte Montmartre.
Spécialisée dans l'humour, elle est dirigée depuis janvier 2008 par Jean-Pierre Bigard, également directeur du Palais des glaces.

## Historique
C'est sous le nom de Menus-Plaisirs, inspiré des Menus-Plaisirs du roi, service de la Maison du Roi responsable sous la monarchie française de l'organisation des cérémonies, fêtes et spectacles de la cour, que la salle édifiée par l'architecte Georges-Henri Pingusson dans le style « paquebot » est inaugurée en décembre 1929.
Sous-titré « music-hall de 10 heures » par son directeur, Marcel Tallien, s'y produisent des vedettes telles que Damia, Julien Carette et le jeune Jean Sablon. Rebaptisé théâtre de l'Humour, il accueille de nombreux chansonniers comme René Dorin (le père de Françoise Dorin) Noël-Noël ou Paul Colline jusqu'à la Seconde Guerre mondiale. En 1941, son nouveau directeur, Jacques Valois, se tourne vers le théâtre en accueillant la troupe du Jeune-Colombier (en référence au Vieux-Colombier) animée par Raymond Raynal. Celui-ci propose des pièces de Shakespeare, Oscar Wilde, George Bernard Shaw et reprend l'unique pièce de Nicolas Machiavel, La Mandragore, qu'il avait créée au théâtre des Arts en 1936.
En 1951, Raymond Hermantier prend les rênes du théâtre et crée la version française de Marie Stuart de Friedrich von Schiller suivie de Lysistrata d'Aristophane avec Rosy Varte.
La salle connaît une rénovation complète en 1955 et devient la Comédie de Paris puis, l'année suivante, le théâtre d'Essai. À partir de 1961, la musique est à nouveau à l'honneur sous la direction de Nicolas Bataille. Mouloudji s'y produit en récital.
Renommé Nouveau Théâtre-Libre (en mémoire du Théâtre-Libre d'Antoine) en 1967 puis Studio-Théâtre en 1968, il est contraint de fermer pour rouvrir en 1974 sous la forme d'un théâtre érotique, le Love-Théâtre. L'expérience est de courte durée et la salle devient un club de strip-tease puis un cinéma gay, le TCB 42, à la fin des années 70, avant de fermer à nouveau.
En 1981, le comédien Gérard Maro réhabilite la Comédie de Paris. Jusqu'à son départ en 1995 pour le théâtre de l'Œuvre, il y montera une pléiade d'auteurs parmi lesquels Eugène Labiche, Marcel Pagnol, Georges Courteline, Marcel Aymé, et Bertolt Brecht ainsi que de nombreuses créations comme Voltaire's Follies de Jean-François Prévand en 1983, jouée plus de 800 fois. Jean-Georges Tharaud et Christian Laurent lui succèdent et s'ouvrent peu à peu au one-man-show et au café-théâtre, programmation poursuivie depuis 2008 par Jean-Pierre Bigard, également directeur du Palais des glaces.
En 1991, la façade du théâtre est inscrite au titre des monuments historiques.
En 2010, 50 théâtres privés de Paris réunis au sein de l’Association pour le soutien du théâtre privé (ASTP) et du Syndicat national des directeurs et tourneurs du théâtre privé (SNDTP), dont font partie la Comédie de Paris, décident d'unir leurs forces sous une nouvelle enseigne : les « Théâtres parisiens associés ».

## Programmation
- 2001 : Shakespeare, le défi d'Adam Long, Daniel Singer et Jess Winger.
- 2002 :
  - Les Monologues du vagin d'Eve Ensler ;
  - Le Carton de Clément Michel.
- 2003 :
  - Surprise et Conséquences ;
  - La Salle de bains.
- 2004 :
  - Clinic ;
  - Décalage lombaire de John Graham ;
  - Carmen.
- 2005 :
  - Le Jeu de la vérité de Philippe Lellouche ;
  - Mes meilleurs ennuis de Guillaume Mélanie ;
  - L'Apprenti magicien.
- 2006 :
  - Tragique academy ;
  - Stéphanie Bataille ;
  - Patrick Bosso.
- 2007 :
  - Poker ;
  - Agnès Soral ;
  - Jonathan Lambert.
- 2008 :
  - Faites comme chez vous ;
  - Toizémoi de Marie Blanche et Alain Chapuis ;
  - Armelle.
- 2009 :
  - Aladdin ;
  - Jérôme Commandeur ;
  - Max Boublil.
- 2010 :
  - En coup de vamp de Jean-Marie Chevret, avec Dominique De Lacoste ;
  - Ma colocataire est encore une garce de Michel Delgado, Fabrice Blind  et Nelly Marre ;
  - Régis Mailhot ;
  - Audrey Lamy.
- 2011 :
  - Christophe Guybet ;
  - Constance ;
  - Ary Abittan.
- 2012 :
  - Les Mères de famille se cachent pour mourir de Constance et Jérémy Ferrari ;
  - Sketch Up de Shirley Souagnon et Bruno Muschio ;
  - Mission Florimont de Sacha Danino et Sébastien Azzopardi ;
  - La Touche étoile de Gilles Dyrek.
- 2013 :
  - Sous les feux de la Vamp de Jean-Marie Chevret avec Dominique de Lacoste ;
  - Malik Bentalha se la raconte de Malik Bentalha ;
  - Une envie folle de Fabrice Blind ;
  - La Troupe à Palmade ;
  - Caroline Vigneaux quitte la robe de Caroline Vigneaux ;
  - Au secours, je l'aime ! de Fabrice Tosoni ;
  - Toutes mes condoléances de Sébastien Castro.
- 2014 :
  - Caroline Vigneaux quitte la robe de Caroline Vigneaux ;
  - Dans la tête de Redouanne Harjane de Redouanne Harjane ;
  - Au secours, je l'aime ! de Fabrice Tosoni ;
  - La Troupe à Palmade ;
  - Sébastien Castro vous présente ses condoléances de Sébastien Castro ;
  - Willy Rovelli en encore plus grand de Willy Rovelli.
- 2019 :
  - Têtes de Kong de Richard Orlinski